# Hintergrathütte

Die ursprüngliche Bäckmannhütte, dahinter der Monte Zebrù

Die Hintergrathütte (italienisch Rifugio alto del Coston oder  Rifugio del Coston) ist eine auf 2661 m s.l.m. gelegene Schutzhütte in den Ortler-Alpen in Südtirol (Italien). Ursprünglich erbaut vom Bergführerverband Sulden, befindet sich die Hintergrathütte seit Mitte der 70er-Jahre im Besitz der aus Sulden stammenden Familie Gutgsell.

## Lage und Wege
Die Hintergrathütte liegt nordöstlich des Suldenferners, eines großen Gletschers unterhalb der Berge Ortler, Monte Zebrù und Königspitze. Sie kann von Sulden aus auf einem markierten Wanderweg in 2–2:30 h erreicht werden. Übergänge zu anderen Hütten sind zur K2-Hütte (2330 m), der Tabarettahütte (2556 m), der Payerhütte (3020 m) und der Schaubachhütte (2581 m) sowie zum Hochjochbiwak (3535 m) möglich.
Die im Nationalpark Stilfserjoch gelegene Hütte ist ein wichtiger Stützpunkt für die Besteigung des Ortlers, insbesondere für die Route über den Hintergrat (IV-, 40° im Eis), aber auch alle weiteren Routen im Südosten des Berges. Darüber hinaus werden die nordwest- und nordostseitigen Routen zum Monte Zebrù sowie die Nordwand der Königspitze von hier aus erreicht.

## Geschichte
Als der Ortler 1805 erstmals über den Hintergrat bestiegen wurde, wurde bereits ein erster kleiner Unterstand zur Begehung dieses Anstieges errichtet, er befand sich jedoch höher als die heutige Hütte. Josef Pichler, der Erstbesteiger des Ortlers, errichtete diese Hütte im Auftrag des von Erzherzog Johann entsandten Beamten Johannes Gebhard. Sie wurde daher als Gebhard’sche Hütte bekannt und war die erste Schutzhütte Tirols. Dieser Bau verfiel, da der Ortler lange Zeit nicht mehr von dieser Seite bestiegen wurde.
Bereits 1806 plante Gebhard, wiederum von Erzherzog Johann gefördert, den Bau der großen Schönleitenhütte an der Stelle einer Schäferhütte, die auf 2248 m bereits mehrfach als alpinistischer Stützpunkt genutzt worden war. Diese Pläne konnten aufgrund des zeitweiligen Verlustes Tirols an Bayern aber nicht realisiert werden.
Als der Ortler Ende des 19. Jahrhunderts häufiger bestiegen wurde, beschloss Carl Baeckmann (auch Karl Bäckmann), russischer Staatsrat aus Warschau, die Errichtung einer neuen Hütte zu finanzieren. Am 27. August 1892 wurde die Bäckmannhütte nahe dem heutigen Standort, am Unteren Gratsee auf 2611 m eröffnet. Dieses nicht bewirtschaftete, aber gut ausgestattete Schutzhaus mit 16 Schlafplätzen, jeweils acht für Führer und Touristen, wurde rasch beliebt. Bereits 1895 musste es daher erweitert werden, Bäckmann schenkte es in der Folge dem Suldener Bergführerverband, das ihm im Gegenzug ein Denkmal in Sulden widmete. Die Bäckmannhütte wurde im Gebirgskrieg von österreichischen Truppen als Stützpunkt genutzt und daraufhin im Jahr 1915 von italienischen Granaten zerstört.
Von 1920 bis 1922 erbauten die Suldner Bergführer schließlich die heutige Hintergrathütte, etwas höher, am Oberen Gratsee gelegen. Die Hütte ist dreistöckig und bietet 70 Schlafplätze. Sie ist meist von Anfang Juli bis Anfang Oktober geöffnet. Jeweils 1958 und 1972 stand ein Verkauf oder Verpachtung an den Alpenverein Südtirol zur Diskussion. Der Handel kam aber aufgrund finanzieller Probleme nicht zustande. Im Jahre 1973 übernahm Fritz Gutgsell, der ursprünglich aus Stilfs stammte und zu diesem Zeitpunkt schon in Sulden ansässig war, die Bewirtung der Hütte. Nach einigen Saisonen begann Fritz Gutgsell, nach und nach die einzelnen Anteile an der Hintergrathütte zu kaufen. Mitte der 80er-Jahre übergab er die Führung an seinen Sohn, Ulf Gutgsell. Dieser kaufte schließlich über die folgenden Jahre verteilt die restlichen Anteile. Somit ging die Hintergrathütte vollständig in den Besitz der Familie Gutgsell über, die sie bis heute betreibt. 

## Zustiege
- Kirche in Sulden, 2 Stunden
- Langenstein Sessellift Bergstation, 1 Stunde
- Seilbahn Sulden Mittelstation, 1,25 Stunden[6]

## Karten
- Tabacco Blatt 08 Ortlergebiet / Cevedale